# Sonet 73 (William Szekspir)

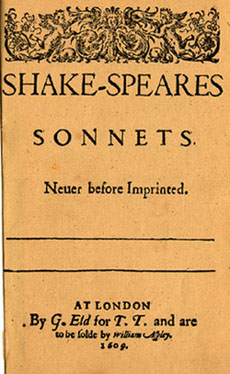
Strona tytułowa pierwszego wydania sonetów Shakespeare’a

Sonet 73 (Tę porę roku dostrzec we mnie możesz) – jeden z najbardziej znanych z cyklu sonetów autorstwa Williama Shakespeare’a. Po raz pierwszy został opublikowany w 1609 roku.

## Treść
W sonecie tym podmiot liryczny, którego część badaczy utożsamia z autorem, stwierdza, że jest w trakcie jesieni życia. Motyw przemijania jest tutaj ukazany na trzy różne sposoby, przy użyciu metafor.
Pierwszą z nich jest drzewo, któremu pozostało tylko kilka liści (Gdy liście żółte, żadne, nieco liści), nieustannie poruszanych na wietrze przez chór. Rolą tychże jest prawdopodobnie zilustrowanie młodości i sił witalnych. Szekspir przedstawia siebie jako starzejącego się mężczyznę, którego życie dobiega końca. Zilustrowany w tym sonecie chór ze zrujnowanego kościoła przez niektórych badaczy jest odbierany jako kolejna metafora, wydaje się jednak, że trzeba rozumieć go dosłownie – ze względu na politykę Henryka VIII prowadzoną w tamtym okresie w Anglii istniało wiele opuszczonych klasztorów.
Druga metafora jest zdecydowanie bardziej tradycyjna, życie jest w niej porównane do zachodzącego słońca, na miejsce którego przychodzi noc, bliźniaczka śmierci.
Ostatnia, trzecia matefora ukazuje gasnący ogień, Przez to pożarty, co dotąd pożerał. Szekspir jest zdania, że to, co w młodości pozwalało mu korzystać z życia, teraz może doprowadzić go do śmierci.
Istotne jest, że wszystkie procesy te, zarówno pory roku jak i wschody i zachody słońca, mają charakter cykliczny. Z drugiej strony jednak zmienia się czas ich trwania: najpierw jest to kilka miesięcy, później doba, ogień zaś gaśnie ledwie kilka godzin.
Zakończenie utworu stanowi bezpośrednie odniesienie do tajemniczego młodzieńca, który darzy poetę coraz większym uczuciem:
Widzisz to, rośnie twoje miłowanie
Chcesz kochać wiedząc, że przyjdzie rozstanie.